# Santa María Nativitas Coatlán
Santa María Nativitas Coatlán es una comunidad con categoría de agencia municipal perteneciente al Municipio y Distrito de Tehuantepec, en el Estado de Oaxaca. Coatlán, significa en Náhuatl “Lugar de Culebra o paso de la Culebra” y en lengua mixe “Tzañ ydu’am” etimologia: Coatl, culebra; tlan, lugar de. Se
encuentra situada en la punta de un remoto cerro, en la culebreada sierra del Zempoaltepetl, a mil metros de altura sobre el nivel del mar.

## Administración
La comunidad de Santa María Nativitas Coatlán se rige por usos y costumbres, aunque durante los últimos treinta años ha sufrido algunos cambios en su estructura de organización social y comunitaria, debido en parte por los constantes cambios que se han venido generando en las leyes que nos rigen en nuestro país. Aunque actualmente las elecciones que se llevan a cabo son mediante usos y costumbres, ya el cargo por escalafón es algo que ya no es parte de las eleciones. 